# Vela nos Jogos Olímpicos de Verão de 2012 - Star

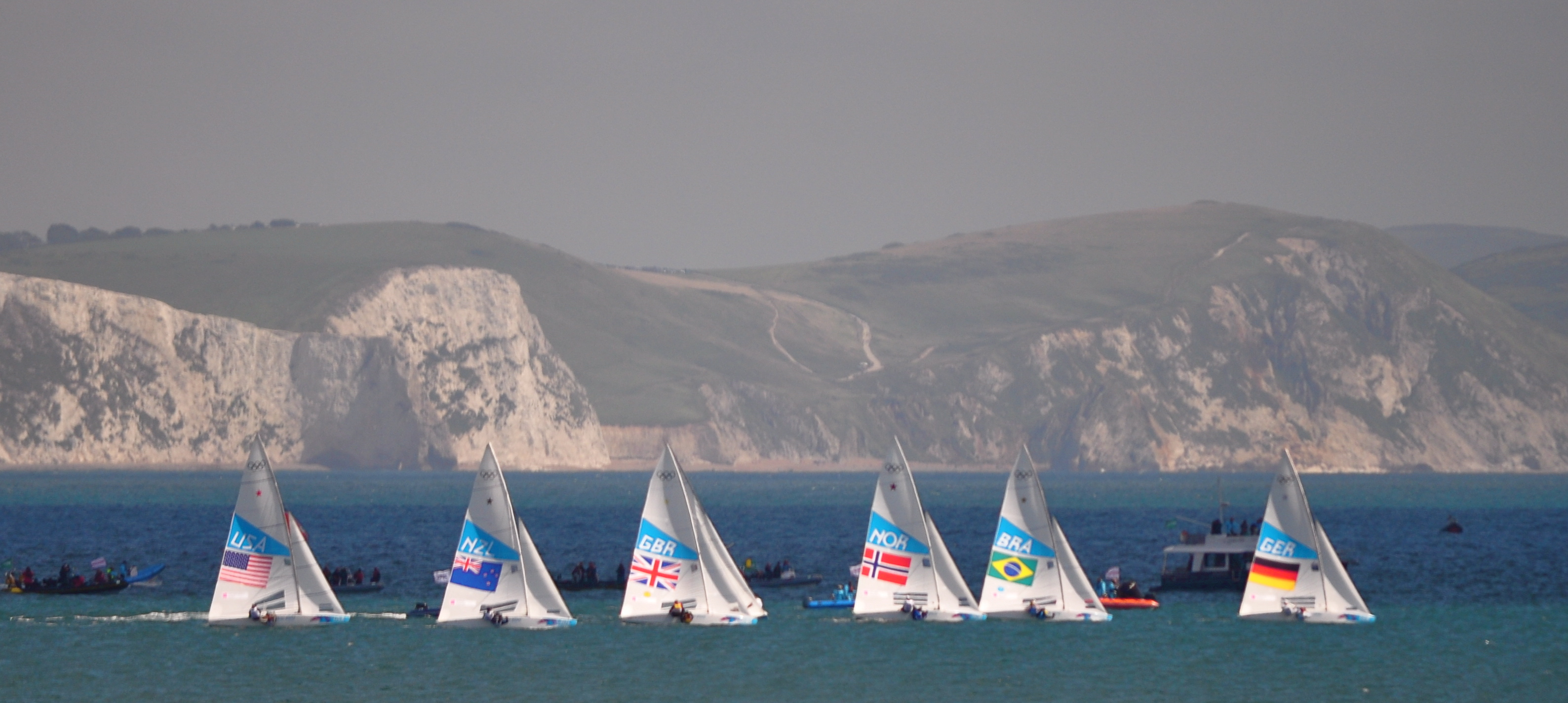
Embarcações da classe Star durante uma das regatas olímpicas.

As regatas da classe Star da vela nos Jogos Olímpicos de Verão de 2012 foram disputadas entre os dias 29 de julho e 5 de agosto na Academia Nacional de Navegação de Weymouth e Portland, na Ilha de Portland.

## Calendário
| ● | Treinamento | ● | Corrida no Oeste | ● | Corrida no Sul | ● | Regata da medalha |

| Data | Julho  | Julho  | Julho  | Julho  | Julho  | Julho  | Agosto          | Agosto | Agosto | Agosto          | Agosto | Agosto | Agosto | Agosto | Agosto | Agosto | Agosto | Agosto |
| Data | 26 Qui | 27 Sex | 28 Sáb | 29 Dom | 30 Seg | 31 Ter | 1 Qua           | 2 Qui  | 3 Sex  | 4 Sáb           | 5 Dom  | 6 Seg  | 7 Ter  | 8 Qua  | 9 Qui  | 10 Sex | 11 Sáb | 12 Dom |
| ---- | ------ | ------ | ------ | ------ | ------ | ------ | --------------- | ------ | ------ | --------------- | ------ | ------ | ------ | ------ | ------ | ------ | ------ | ------ |
| Star |        |        | ●      | 2      | 2      | 2      | Dia de descanso | 2      | 2      | Dia de descanso | MR     |        |        |        |        |        |        |        |

## Medalhistas
| Ouro   | SWE Fredrik Lööf e Max Salminen  |
| Prata  | GBR Iain Percy e Andrew Simpson  |
| Bronze | BRA Robert Scheidt e Bruno Prada |

## Resultados
| Pos.              | Velejadores                                  | Regata | Regata | Regata | Regata | Regata | Regata | Regata | Regata | Regata | Regata | Regata | Pontos | Pontos |
| Pos.              | Velejadores                                  | 1      | 2      | 3      | 4      | 5      | 6      | 7      | 8      | 9      | 10     | M      | Tot.   | Net    |
| ----------------- | -------------------------------------------- | ------ | ------ | ------ | ------ | ------ | ------ | ------ | ------ | ------ | ------ | ------ | ------ | ------ |
| Medalha de ouro   | SWE Fredrik Lööf / Max Salminen              | 10     | 4      | 4      | 1      | 5      | 3      | 4      | 1      | 2      | 6      | 2      | 42     | 32     |
| Medalha de prata  | GBR Iain Percy / Andrew Simpson              | 11     | 2      | 3      | 2      | 1      | 2      | 1      | 2      | 4      | 1      | 16     | 45     | 34     |
| Medalha de bronze | BRA Robert Scheidt / Bruno Prada             | 4      | 1      | 9      | 6      | 2      | 1      | 3      | 5      | 1      | 3      | 14     | 49     | 40     |
| 4                 | NOR Eivind Melleby / Petter Mørland Pedersen | 7      | 5      | 2      | 4      | 16     | 11     | 8      | 4      | 7      | 5      | 10     | 79     | 63     |
| 5                 | NZL Hamish Pepper / Jim Turner               | 15     | 7      | 1      | 13     | 6      | 5      | 9      | 8      | 8      | 9      | 4      | 85     | 70     |
| 6                 | GER Robert Stanjek / Frithjof Kleen          | 6      | 9      | 8      | 7      | 4      | 6      | 17 BFD | 11     | 9      | 4      | 6      | 87     | 70     |
| 7                 | USA Mark Mendelblatt / Brian Fatih           | 5      | 14     | 5      | 3      | 8      | 9      | 5      | 10     | 3      | 11     | 12     | 85     | 71     |
| 8                 | POL Mateusz Kusznierewicz / Dominik Życki    | 9      | 3      | 12     | 10     | 3      | 4      | 2      | 9      | 13     | 2      | 18     | 85     | 72     |
| 9                 | FRA Xavier Rohart / Pierre-Alexis Ponsot     | 1      | 13     | 10     | 11     | 12     | 14     | 11     | 6      | 6      | 8      | 8      | 100    | 86     |
| 10                | IRL Peter O'Leary / David Burrows            | 2      | 6      | 14     | 5      | 11     | 12     | 17 DSQ | 7      | 11     | 7      | 20     | 112    | 95     |
| 11                | DEN Michael Hestbæk / Claus Olesen           | 12     | 11     | 13     | 14     | 13     | 7      | 6      | 3      | 14     | 10     | *      | 103    | 89     |
| 12                | CAN Richard Clarke / Tyler Bjorn             | 16     | 10     | 6      | 8      | 10     | 17 OCS | 13     | 12     | 5      | 13     | *      | 110    | 93     |
| 13                | SUI Flavio Marazzi / Enrico De Maria         | 13     | 8      | 11     | 9      | 15     | 8      | 11     | 13     | 15     | 16     | *      | 118    | 102    |
| 14                | GRE Aimilios Papathanasiou / Adonis Tsotras  | 3      | 16     | 7      | 12     | 7      | 15     | 17 BFD | 16     | 17 OCS | 12     | *      | 123    | 106    |
| 15                | POR Afonso Domingos / Frederico Melo         | 14     | 15     | 15     | 16     | 9      | 10     | 7      | 14     | 10     | 14     | *      | 124    | 108    |
| 16                | CRO Marin Lovrović / Dan Lovrović            | 8      | 12     | 16     | 15     | 14     | 13     | 12     | 15     | 12     | 15     | *      | 132    | 116    |

Legenda
| Recorde mundial      | Recorde mundial (World record)               |                       | Recorde africano                      | Recorde africano (African) |                                           | Q | Classificado por posição (Qualified) |
| Recorde olímpico     | Recorde olímpico (Olympic record)            | Recorde da América    | Recorde da América (Americas)         | q                          | Classificado por melhor tempo (Qualified) |   |                                      |
| Melhor marca do ano  | Melhor marca do ano (World leading)          | Recorde asiático      | Recorde asiático (Asian)              | DNS                        | Não largou (Did not start)                |   |                                      |
| Recorde nacional     | Recorde nacional (National record)           | Recorde europeu       | Recorde europeu (European)            | DNF                        | Não terminou (Did not finish)             |   |                                      |
| Recorde pessoal      | Recorde pessoal do atleta (Personal best)    | Recorde da Oceania    | Recorde da Oceania (Oceania)          | DSQ / DQ                   | Desclassificado (Disqualified)            |   |                                      |
| Recorde da temporada | Recorde da temporada do atleta (Season best) | Recorde sul-americano | Recorde sul-americano (South America) | NM                         | Sem marca (No mark)                       |   |                                      |

### Vela
| M   | Regata da Medalha da qual só participam os dez primeiros colocados das regatas anteriores  |  |  | CAN | Regata cancelada |
| BFD | Desclassificado por bandeira preta (Black Flag Disqualified)                               |  |  |     |                  |
| UFD | Desclassificado por bandeira "U" (U Flag Disqualified)                                     |  |  |     |                  |
| OCS | Largada queimada (On the Course Side of the starting line)                                 |  |  |     |                  |
| DNE | Desclassificação sem eliminação (infração a um item do regulamento da prova – Did Not End) |  |  |     |                  |